# Börgönd–Szabadbattyán–Tapolca-vasútvonal
A Börgönd–Szabadbattyán–Tapolca-vasútvonal a MÁV 29-es számú vonala. Az északi parti vasút szerepét látja el, nem csatlakozik azonban a többi balatonparti vasútvonalhoz, hanem Badacsonytördemictől Tapolca felé halad. Egyvágányú, Szabadbattyántól Balatonfüredig villamosított. Idegenforgalmi szempontból igen jelentős, mert összeköti a Balaton északi partját Budapesttel, és az ország szinte minden területével. A Balaton északi partján fellendülést hozott a vasút megépítése. Jelenleg a nyári menetrendben számít fontos vonalnak, mert nagyrészt a nyaralók használják kedvező összeköttetéseinek köszönhetően. Menetrendje és üzemeltetésmódja miatt ráragadt a "MÁV állatorvosi lova" jelző. A vonalon villanyvontatással felsővezeték alatt közlekednek a vonatok. Engedélyezett sebesség 80 km/h.
Teherforgalma elenyésző, inkább a személyforgalomra épül a vasúti infrastruktúra. Egyetlen jelentős iparvágány, mely csatlakozott a vonalhoz a Balatonfűzfőnél található Nitrokémia-Iparvágány, amely Fűzfőgyártelephez vezetett és 2005-ben bontották el.
A vasútvonal egyetlen mellékvonallal rendelkezett, az 1969-ben megszüntetett Alsóörs–Veszprém-vasútvonallal – megszüntetését az 1968-as közlekedéspolitikai koncepció rendelte el. A vonal összeköttetéseket teremt Szabadbattyánon a 30-as vasútvonallal. Csajágnál keresztezi a 27-es vasútvonalat, Tapolcán pedig csatlakozik a 26-os vasútvonalhoz.

## Történet

### A kezdetek
Az 1850-es években szóba került egy Budapest és Nagykanizsa közti vasútvonal megépítése. A vasút a tervek szerint a Balaton mellett is elhaladt, azonban ez a vonal a déli parton kerülte meg a Balatont. 1861-ben átadták a mai 30-as vonalat, Budapest és Nagykanizsa között. Az északi parton élők ezek után sokat próbálkoztak, hogy az ő partjukon is fusson vasút, ez azonban sorra kudarcba fulladt.
Az 1870-es évek elején elkészült a Magyar Nyugati Vasút Székesfehérvár-Veszprém-Szombathely-Graz (mai 20-as vonal) vonala és ehhez csatlakozva tervezték a Veszprém-Keszthely vonal kiépítését, amely a Balaton partján vezetett volna végig. Azonban a vonal pénzhiány miatt nem épülhetett meg. Sorra épültek a kisebb vonalak: 1883-ban a Balatonszentgyörgy-Keszthely (30b vonal), 1889-ben a Boba-Sümeg (25-ös, 26-os vonal), majd ennek folytatása Tapolcáig 1891-ben. A Keszthely-Tapolca vonal 1893-ban lett kész. 1896-ban a Dunántúli HÉV Veszprém-Dombóvár (27-es, 49-es vonal) vonalát adták át. A századfordulóra ezzel szinte mindenhol futott vasúti pálya a Balaton körül, kivéve az Akarattya-Szigliget közötti szakaszt.

### A Balatoni szövetség
Az északi parton élő emberek szövetséget alkottak, mely a Balatoni szövetség nevet kapta. 1906. július 22-én 3600 fős delegáció vonult fel Budapestre, hogy küzdjenek a Balaton északi partján futó vasútért. A sok ember felhívta a kormány figyelmét a nép akaratára, így hamarosan elkezdték tervezni a vonalat. Hamarosan 85 000 korona gyűlt össze. Az egyes települések 200 és 2000 korona között adakoztak, de Balatonfüred polgárai 40 000 koronával járultak hozzá. Igaz, hogy önmagában ez az összeg nem volt számottevő, de érzékeltette a lakosság akaratát. A tervezett vonal Pusztaszabolcs állomásról kiindulva, Börgönd- Szabadbattyán-Polgárdin érné el a Balatont. Ez a terv már a kormánykörök tetszését is elnyerte. Kossuth Ferenc kereskedelemügyi miniszter azonnal felismerte a terv jelentőségét és elhatározta az észak-balatoni vasútvonal megépítését. Az erről szóló törvényt 1907. február 14-én hirdették ki.

### Építés

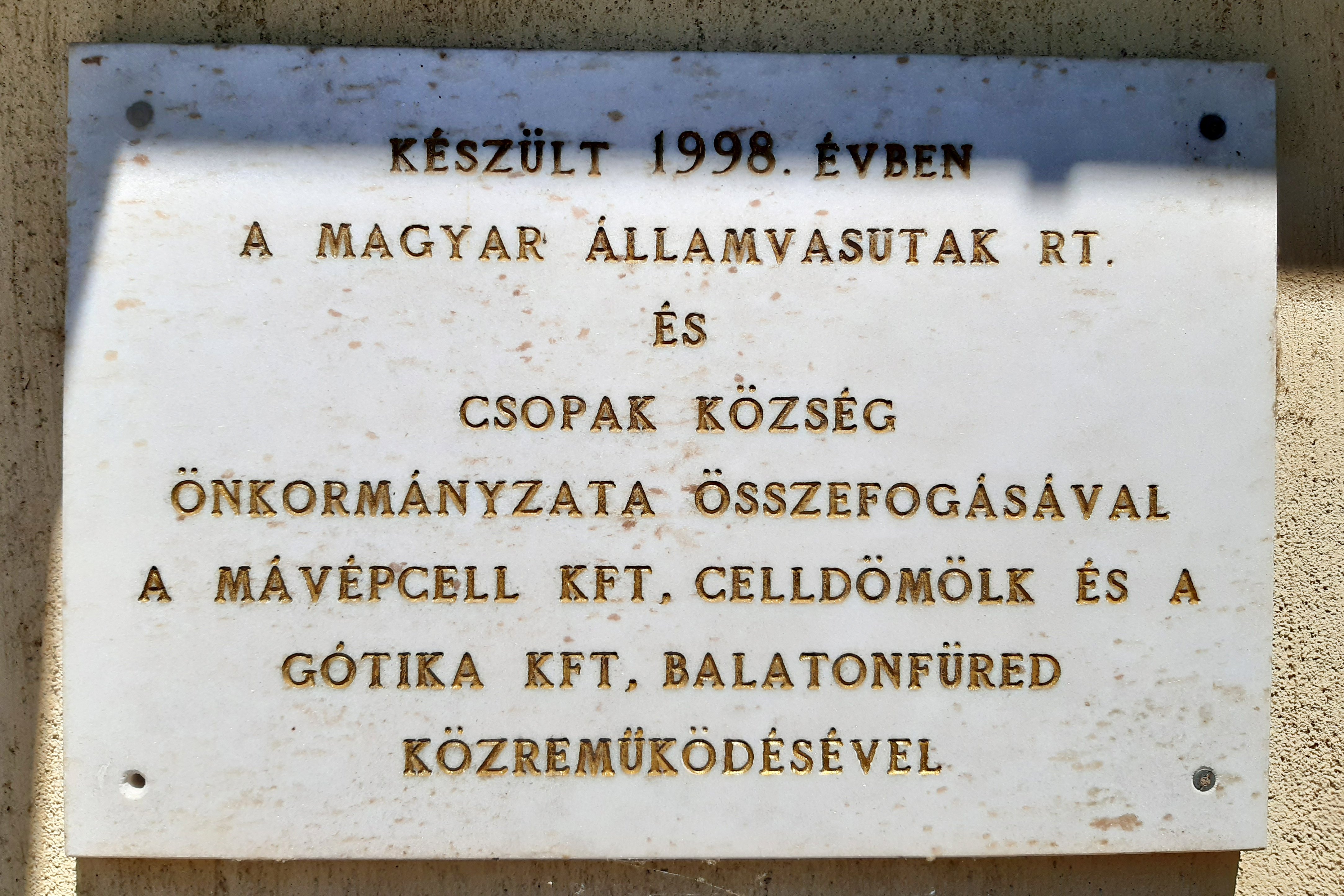
Emléktábla Csopakon

1907-ben kezdték el az építést. A 117 km-es vonal és a 26 km-es mellékvonal (Alsóörs-Veszprém) építése 19 hónapot vett igénybe. A forgalom 1909. július 1-jén indulhatott meg az északi parton. Ekkor a Budapest Keleti pályaudvarról induló gyorsvonatnak 5 órájába telt megtenni a Pusztaszabolcs-Börgönd-Balatonfüred-Tapolca távot. 1912-ben merült fel a gondolat, hogy mi lenne, ha Bécset összekötnék vasúton a Balatonnal. Ennek első lépéseként Győrön keresztül közvetlen kocsi közlekedett az osztrák fővárosból Balatonfüredig. A Balaton felvidéki vasútvonal építése számos Zala vármegyei egyéniségnek köszönhetően valósult meg; udvardi és básti Udvardy Vince (1854–1922) zalaegerszegi tanár, megyebizottsági tag, kezdő nagy harcosa volt az ügynek, és felszólalásaiban folyton sürgette a megépítését. Balatonakarattyán a 96 méter hosszú Csittényhegyi alagút 1909-ben épült.

### Máig
Balatonkenese és Balatonfűzfő között a löszfal alatt haladt a vasútvonal. 1914. május 11-én a löszfal megcsúszott a déli órákban és az erre haladó 1112. számú gyorsvonatot elsöpörte a bezúduló földtömeg, bele a Balatonba. Személyi sérülés nem történt, de a vasúttársaság súlyos anyagi kárt szenvedett. A helyreállítás során a vasúti pályát néhány méterrel beljebb építették fel. A végleges megoldást az 1950-es átépítés jelentette. A partfallal és kőszórással megerősített szakaszt 1961 szeptemberében adták át a forgalomnak.
A második világháború után viszonylag gyorsan helyreállították a vonalat. A munkákkal együtt kiépítették Szabadbattyán és Tapolca állomások között a vonali biztosítóberendezést. Az Alsóörs-Veszprém mellékvonal megszüntetésének évében, 1969-ben kezdték el a nagyobb felújítási munkálatokat a vonalon, így újult meg a balatonfüredi vasútállomás is. Az akkor modernnek számító új felvételi épületet 1973. november 5-én adták át, különlegessége, hogy a jegypénztárak a járdaszinten vannak , a vágányok pedig az emeleten, az épület másik oldalán találhatóak. 1981. november 11-én az I. vágány feletti tetőben elektromos zárlat miatt tűz keletkezett és az állomás szinte teljesen leégett, a helyreállítás 100 millió forintba került. Időközben több állomásépület is megújult, így Ábrahámhegy, Badacsonylábdihegy, Balatonakarattya, legutóbb pedig Csopak kapott új felvételi épületet, ezeket már úgy építették, hogy a környezetbe is jobban illeszkedjenek. 1974-re befejeződött a Szabadbattyán–Tapolca vonal felújítása, amely során a vonal teljes hosszában 48,3 kg/fm tömegű sínekkel épült át. 1983-ban változott meg a vonal számozása, a korábbi 31-esről változott a ma is használatos 29-esre.

### Tervezett fejlesztések
A vonal egyelőre stabil helyzetben van. A közeljövőben a vonalat érintő két fontosabb átalakítás:
- Az első projekt: A villamosítás, amely két ütemben: Szabadbattyán-Balatonfüred között 2021-ig 64,5 km-en, majd II. ütemben Keszthelyig valósul meg.[5] 2018. júliusában nyilvánosságra került, hogy az első ütem tervezését és kivitelezését a Vasútvill Kft. és az R-Kord Kft. alkotta ÉB 2018 Konzorcium nettó 23 milliárd 50 millió forintért végezheti el. 2021. január 4-éig kell átadniuk a villamosított és részben felújított vonalat, a közbeszerzés része az 50 Hz-es 2×25 kV-os váltakozó áramú villamos felsővezeték tervezése 64,5 vágánykilométeren, villamos vontatási alállomás tervezése, optikai kábel tervezése, a kivitelezéshez szükséges kiviteli és engedélyezési, illetve egyesített tervek készítése, Polgárdi, Balatonkenese, Balatonfűzfő, Alsóörs állomások átépítése 55 centiméteres magasperonokkal és aluljárókkal, akadálymentesítése.[6] A beruházás hivatalos indítása 2019. november 7-én volt, azonban az oszlopok alapozása már erre az időre megkezdődött. Alsóörsön emellett létrehozzák a felsővezetéki hálózat üzemeltetéséhez szükséges telephelyet, és megszüntetik a használaton kívüli vágányokat, Balatonalmádiban pedig a csonkavágányokat bontják el.[7] A második ütemben Tapolcán át a 26-os vonalon Keszthely és Ukk felé folytatódik majd a munka a Balatoni Körvasútnak nevezett koncepcióban.[8] A munkák miatt elrendelt vágányzárt 2021. május 31-én oldották fel. Szabadbattyán és Balatonfüred között a villamos üzem felvételére június 19-én került sor.[9]

- A második: Egy átépítést is terveznek, mely szerint Balatonfűzfőről Hajmáskér felé menne a vonal, a Balatonkenese és Csajág közti szakasz szárnyvonalként működne tovább, viszont az átvágásnak köszönhetően jelentősen csökkennének a menetidők.[10][11] Ez a 2021-ben befejezett villamosítás miatt értelmetlenné vált.

## Mozdonyok

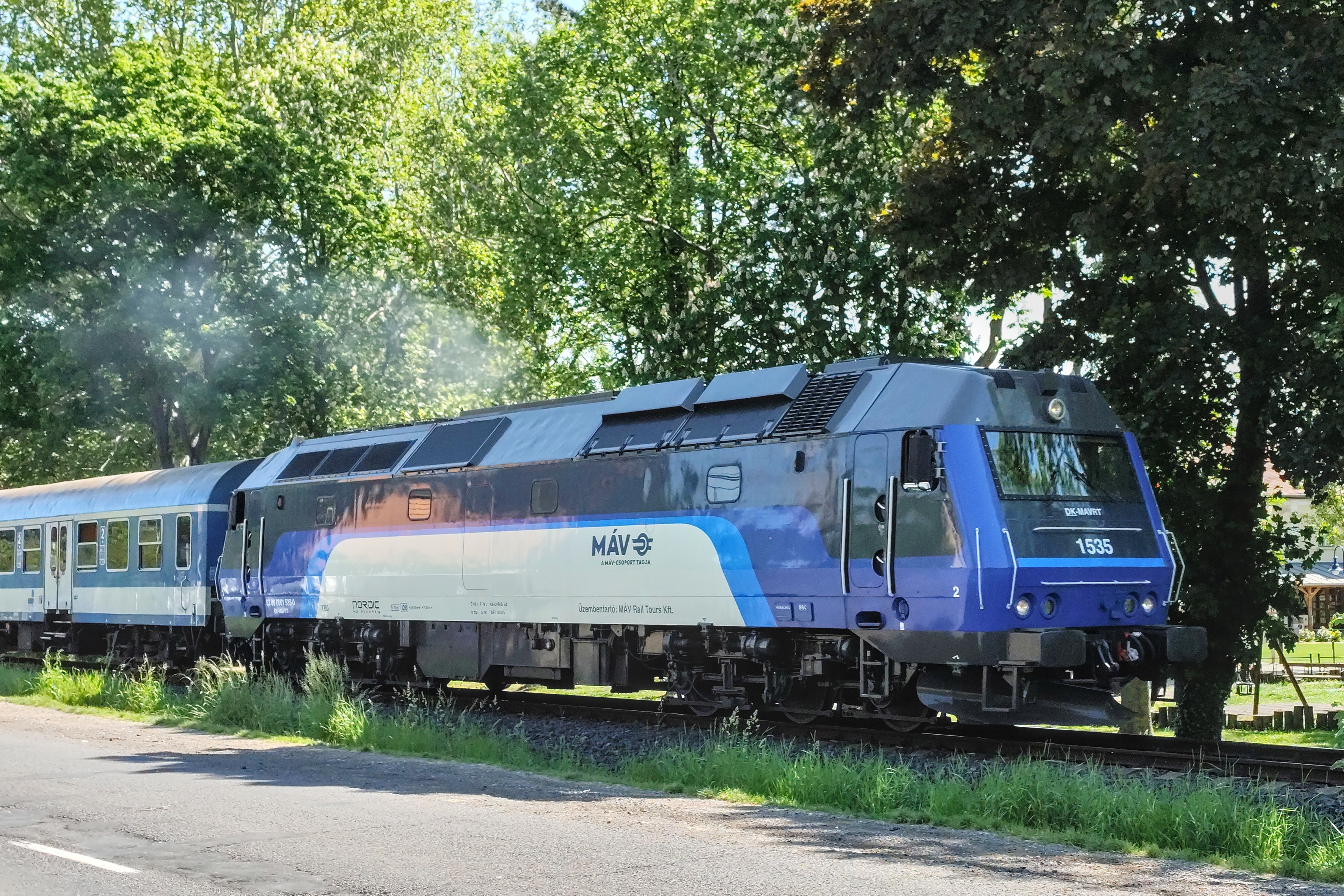
Henschel mozdony halad Révfülöpön 2025 májusában

1968-ig gőzvontatás volt a vonalon, illetve az Árpád motorvonatok közlekedtek, majd megjelentek a dízel M40-es mozdonyok is. 14 db került ezekből Tapolcára. A nyári zsúfoltság miatt az M40-es mozdonyok nem bírták a 6-7 kocsis szerelvényeket, ezért M62-es Szergejek érkeztek a vonalra. M40-es 2000-ig közlekedett rendszeresen a 29-esen, nagy meglepetést okozott a vasútbarátoknak, amikor 2003 és 2004 nyarán ismét Púposokra bízták a szombathelyi fürdővonatot. A MÁV következő nagy mozdonybeszerzésénél olyan mozdonyra volt szükség, amelyik megbirkózik a Balaton északi partjával, ezért esett a választás a legendás svéd monstrumokra, az M61-esekre, vagyis a NOHAB-okra. Az M40-es mozdonyokat lassan kiszorították a NOHAB-ok, és az északi part egyeduralkodóivá váltak.
2000. december 21-én azonban a NOHAB-ok ideje végleg lejárt. Feladatait az M41-es mozdonyok már korábban kezdték átvenni, de szépen lassan teljesen kiszorították a NOHAB-okat. Ma már zömmel remotorizált M41-es mozdonyok képezik a vontatóállományt. A hosszú nyári fürdővonatokat azonban gyakran a nagyobb terhelhetőségű remot M62-esek húzzák. Személyvonatként általában Bzmot-ok közlekednek. (A nyári szezonban a felső szakasz villamosításáig ezeket Desiro típusú motorvonatok egészítették ki.)
2021. június 19-től, a nyári menetrendváltástól átadták a villamosított szakaszt Szabadbattyán és Balatonfüred között. A villamosítás miatt az északi parton közlekedő mozdonyos vonatok mozdonycseréjét Székesfehérvár helyett már Balatonfüreden végzik. A Kék Hullám InterCity vonatokat és a Tekergő expresszvonatokat jellemzően V43 sorozatú (Szili) mozdonyok továbbítják. A Katica sebesvonatokon, amelyeken Siemens Desiro motorvonatok közlekedtek, a Katica InterRégió vonat váltotta fel, Stadler FLIRT motorvonatokkal. A Katica InterRégió mellett egy új Balatonfüredig közlekedő vonat is indult, amely a Vízipók InterRégió nevet viseli. A Vízipók IR-ek jellemzően nagy befogadóképességű kerékpárszállító kocsit is továbbítanak, nyáron ezeken a vonatokon is előfordulnak FLIRT motorvonatok. A Balatonfüred - Tapolca közötti szakasz "dízelparadicsom" maradt. A népszerű NOHAB mozdonyok eleinte csak a 2018 óta néhány nyári hétvégére meghirdetett "retro" vonatok élén közlekedtek. A 2021 óta eltelt években a MÁV-ot sújtó általános jármű- és személyzethiány növekedésével arányosan és a megbízhatóságuk miatt a nyári menetrendi szezonban a napi forgalomba visszatérve is rendszeresen teljesítettek vontatási feladatokat. A vontatójárművek hiányának enyhítésére 2024-től a MÁV Rail Tours 15 darab Henschel DSB ME sorozatú dízelmozdonyt bérel a svéd Nordic ReFinance cégtől, melyek közül kettőt a MÁV Railtours, a fennmaradó tizenhárom mozdonyt a MÁV Személyszállítási Zrt. használ.

## Közlekedő vonatok, menetrendek
1925-től napi két gyorsvonatpár közlekedett Budapest és Tapolca között, az egyik közvetlen Zalaegerszegi kocsikkal. A két gyorsvonatpár azonban csak egy évig járt, mert kihasználatlansága miatt az 1926-os menetrendben már csak személyvonatok szerepeltek. A két közlekedő személyvonatpár az utat a főváros és Tapolca között 8-9 óra alatt tette meg. Az 1930-as nyári menetrend hozott ismét változást, mert abban szerepelt egy gyorsvonat a Keleti pályaudvar és Balatonfüred között, valamint 4 pár személyvonat Budapest és Tapolca között. Ekkor jelent meg a vonalon az Árpád motorvonat is. Ebben az időszakban közlekedtek éjszaka is vonatok, hálókocsival, Budapest és Balatonfüred között. 1937-ben a forgalom a ma is használatos Budapest-Székesfehérvár-Csajág-Balatonfüred-Tapolca vonalra tevődött át, így azonban Budapest és Székesfehérvár között annyira megnőtt a forgalom, hogy szükségessé vált a szakasz kétvágányossá tétele. 1940-41-ben a kemény telek miatt sokszor leállt a forgalom, mert többek között 1941 januárjában egy 424-es mozdonyt temetett maga alá a magas hófal.

### Második világháború után
A háború súlyos károkat okozott a vonalban, melyeket hamar ki is javítottak. 1947 és 1950 között normalizálódott a személyforgalom. Téli időszakban a déli part és az északi part vonatai Székesfehérvártól Budapestig egyesítve közlekedtek. Ekkor a személyvonatokat 327-es gőzös vontatta az északi parton, a tehervonatokat 324 és 403 sorozatú mozdonyokkal vontatták. Ebben az időszakban megjelentek a BC szerelvények is a helyi forgalomban. 1951-ben állomásosítottak 424-es sorozatú gőzmozdonyokat Tapolcára, ez nagy fellendülést hozott a vonalon, ebben az évben szüntették meg a 3. osztályú kocsikat is, így azóta csak 1. és 2. osztályú kocsik közlekednek. 1950-ben 3 gyorsvonatpár közlekedett az északi parton, köztük a Badacsony Expressz is. 1966-ban már 4 pár gyorsvonat és 5 pár távolsági személyvonat közlekedett naponta.

### Az expresszek
1972-től közlekedett a vonalon a Favorit Expressz, amely Lipcse és Balatonfüred között biztosított kényelmes utazást. A következő nyáron elindult a Füred Expressz, amely csak 1. osztályú helyjegyes kocsikat továbbított a főváros és Balatonfüred között. 1975-től a Favorit megosztva Balatonfüredre és Fonyódra közlekedett, míg később már csak Fonyódra járt. 1982 nyarától nagy áttörés a vonal életében, hogy már 7 pár gyorsvonat, ebből 3 Ukkon át Zalaegerszegre közlekedett. Ekkor indult el a Göcsej Expressz, mely Füred és Budapest között kezdetben nem állt meg. A vonalon a Füred Expressz átlagsebessége ekkor 68,4 km/h-ról 74,9-re nőtt, a Balatonfüred-Budapest távolságot 1 óra 55 perc alatt tette meg.

### A 80-as évektől napjainkig
Az 1980-as években jelent meg a vonalon a Bzmot, mellyel kezdetben sok probléma volt, de a motorfelújításoknak köszönhetően ma is szerves részét képezik a vonalnak. 1995-től a Göcsej Expressz már nem érinti a 29-es vonalat, Veszprémen át közlekedik. 1996-tól újra közlekednek sebesvonatok, és megjelenik az Alutus nemzetközi gyorsvonat is. A vonat a Bukarest-Budapest-Tapolca-Szombathely vonalon közlekedett. 1998-ban megszüntették, helyét a Gyula-Szolnok-Budapest-Tapolca-Celldömölk vonat veszi át. 1999-től a Szombathely-Balatonfüred vonat nyári idényben naponta közlekedik, 2006-tól pedig a fővárosig lehet vele utazni, 2011 és 2012-ben közvetlen kocsikat továbbított Szombathelyen át Sopronba. Korábban több éven át járt a Szeged-Tapolca között közlekedő hétvégi szezonvonat, melynek elődje Kőbánya-Kispesttől közlekedett Balatonfüredig. 2002-ben fürdősvonat közlekedett Balatonfüred-Csajág-Veszprém-Győr útvonalon. A következő években megjelentek az InterCity járatok is, elsőként a Tihany IC biztosította a magasabb komfortfokozatú utazást, majd a Batsányi IC is bekapcsolódott a munkába. Utóbbi a nyári idényben Keszthelyig közlekedett. Azonban 2009-ben a MÁV-nál úgy döntöttek, hogy megszüntetik az InterCity járatokat ezen a vonalon, mivel ezek nem felelnek meg az InterCity elvárásainak (sebesség, csak nagyobb városokban való megállás). A megszűnt InterCity szerelvényeket gyorsvonatokkal helyettesítik, ezek több helyen megállhatnak. 2013 júniusától az ütemes menetrend bevezetésekor indultak el a Katica,- és Kék Hullám nevű sebesvonatok, valamint a Tekergő gyorsvonatok, amik különböző funkciókat töltenek be. Ezek 2020-tól már utószezonban, illetve 2021-től előszezonban is közlekednek. A későbbi években ezek mellé más vonatok is csatlakoznak, amik szintén valamilyen nevet kaptak. A névvel jelzett vonatok és tulajdonságaik:
- Vízipók sebesvonat: 2021. június 19-én indult InterRégió vonatként Budapest–Balatonfüred viszonylatban, Stadler FLIRT motorvonatokkal, illetve mozdonyos vonatokkal, amelyek nagy befogadóképességű kerékpárszállító kocsit is továbbítanak. A Katica InterRégiókkal ellentétben ez a vonat csak Balatonakarattya és Balatonfüred között áll meg minden állomáson és megállóhelyen. 2024-től sebesvonatként közlekedik, és nem áll meg Káptalanfüreden.[forrás?]

- Katica InterRégió: Budapest–Balatonfüred viszonylatban közlekedő, két óránként induló járat, ami Székesfehérvár és Balatonfüred között minden állomáson és megállóhelyen megáll (2020-tól Szabadbattyánon már nem áll meg), ezen a szakaszon gyorsvonati pótjegy nélkül igénybe vehető. Ezek klímával felszerelt, alacsony padlós járatok, a babakocsisok és tolókocsisok könnyen tudnak fel- és leszállni. A Katica nevet azért kapta, mert ezeket a piros színű Siemens Desiro motorvonatok továbbították. 2014-ben a Budapest–Balatonfüred közötti távot 2 óra 16 perc alatt teszik meg. 2015-ben a székesfehérvári állomás átépítése miatt a járatok Székesfehérvár érintése nélkül Pusztaszabolcs–Börgönd–Szabadbattyán felé kerülő útvonalon közlekedtek, Börgönd és Balatonfüred között minden állomáson és megállóhelyen megálltak, Börgönd–Balatonfüred között gyorsvonati pótjegy nélkül igénybe lehetett venni. Elő- és utószezonban hétköznapokon ritkábban közlekedik, ilyenkor néhánynak a helyét személyvonatokkal helyettesítik. 2021-től már a teljes szakaszon gyorsvonati pótjegy nélkül igénybe vehető. 2021. június 5-6 és 12-13-án két pár vonat M61 sorozatú NOHAB dízelmozdonnyal, és Bhv személykocsikkal közlekedett. 2021. június 19-től már Stadler FLIRT motorvonatok továbbítják, és nem sebesvonatként, hanem InterRégió vonatként közlekedik, ekkor újra megáll Szabadbattyánon.

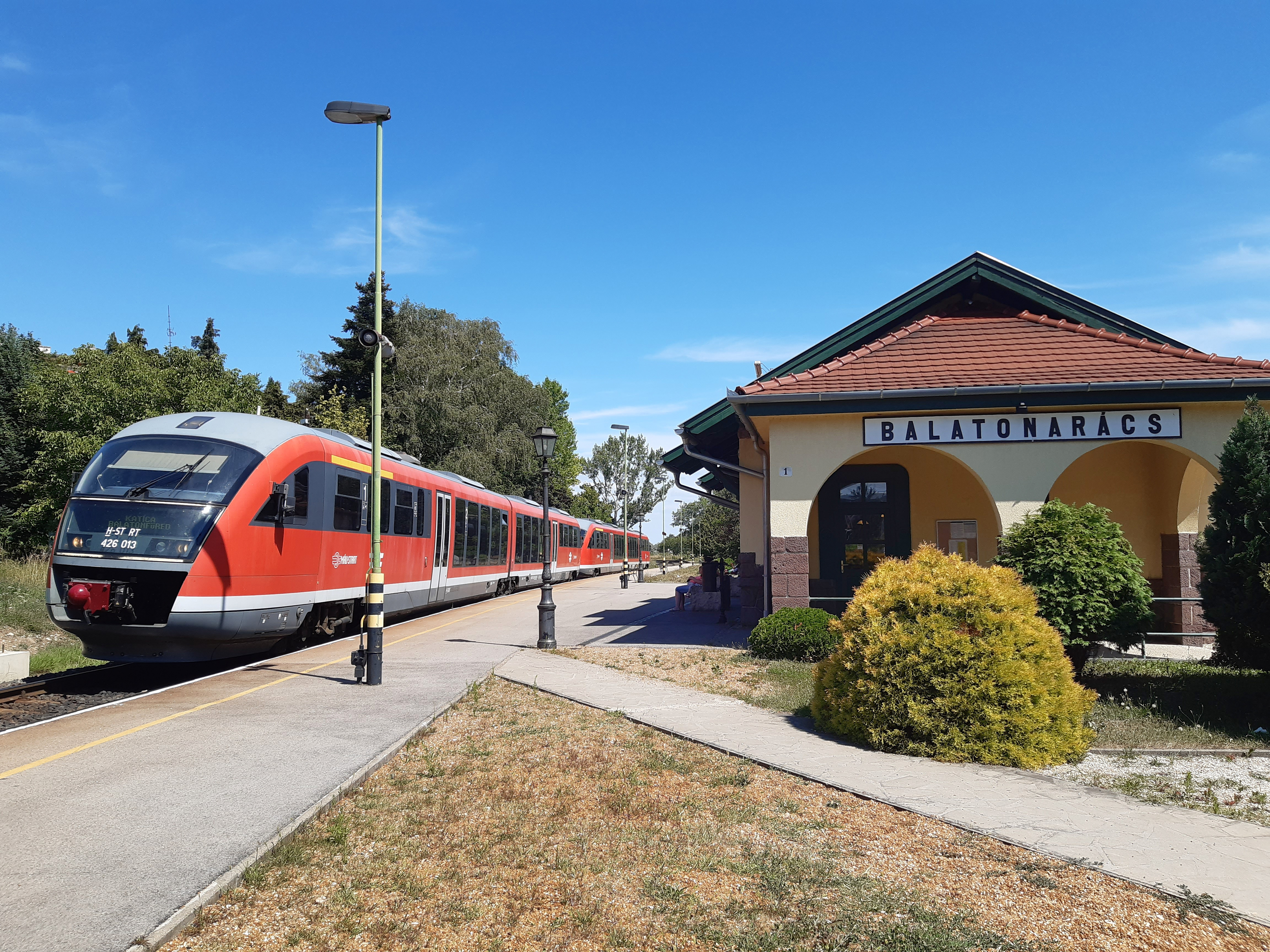
A Katica Balatonarácson

- Kék Hullám InterCity: Budapest–Tapolca viszonylatban közlekedő, két óránként induló járat, ami klímás, Wi-Fi-vel felszerelt InterCity kocsit is továbbít, amibe IC-pót és helyjegy váltása kötelező. (2016-tól a szombathelyi vonat is ezt a nevet kapja). Balatonfüred és Tapolca között minden állomáson és megállóhelyen megáll, ezen a szakaszon gyorsvonati pótjegy nélkül igénybe vehető. Nevét a kék színű kocsijairól kapta. Ezeket a járatokat 2016-ig Budapestig elvitték a dízelmozdonyok, tehát elmaradt a Székesfehérváron szokásos gépcsere, így a menetidejük is csökkent. 2013-ban a 30a vonal Érd alsói szakaszának felújítása miatt egyes szerelvények Pusztaszabolcs–Börgönd–Szabadbattyán felé kerülő útvonalon közlekedtek, Székesfehérvár érintése nélkül. 2014-ben a Budapest–Tapolca között távot 3 óra 17 perc alatt teszik meg. 2014-ben a 19703 számú vonatot szombatonként és vasárnaponként Nohab mozdony továbbította, ezen a járaton étkezőkocsi is közlekedett. 2017-től 2021-ig már ezek a járatok is székesfehérvári gépcserével közlekedtek, 2021 óta a gépcsere Balatonfüreden zajlik, a Budapest és Balatonfüred közötti távot 1 óra 52 perc alatt teszik meg, míg Tapolcáig 3 óra 22 percre van szükségük. 2021-től már a teljes szakaszon gyorsvonati pótjegy nélkül igénybe vehető, elő- és utószezonban 2021 és 2022-ben sebesvonatként, 2023-tól Expresszvonatként közlekedik IC kocsi nélkül, főszezonban IC vonatként közlekedik, Budapest és Balatonalmádi között, illetve Tapolca és Szombathely között helyjegy váltása kötelező, ilyenkor a vonatok nem állnak meg Szepezdfürdő és Badacsonyörs megállóknál, ezeket ilyenkor a szintén két órás ütemben közlekedő Balatonfüred–Tapolca viszonylatú személyvonatokkal lehet elérni.

- Levendula InterCity: 2021-ben indult, nyári időszakban csak Tapolca és Budapest-Déli pályaudvar között közlekedő reggeli járat, amire helyjegy váltása kötelező. Tapolca és Balatonakarattya között helyjegy nélkül igénybe vehetők. 2024-től a Levendula IC helyett is Kék Hullám IC jár.

- Tekergő expresszvonat: Budapest–Tapolca viszonylatban közlekedő járat (a záhonyi járat, illetve 2015-ig a szombathelyi járat is ezt a nevet kapta). Kiválóan alkalmas csoportos utazásokra, nagy befogadó képességű kerékpárszállító kocsit továbbítanak, ezért kapták a Tekergő nevet. Ezek a járatok gyorsvonati pótjegy nélkül igénybe vehetők. 2015-ig minden júliustól szombatonként és vasárnaponként a 19704 számú vonatot Nohab mozdony továbbítja, a Nohab által vontatott járatok étkezőkocsit is továbbítanak. 2019-ig a 979 számú vonat klímával felszerelt InterCity kocsit is továbbít, amibe IC pót- és helyjegy váltása kötelező. 2015-ben az M62-es dízelmozdony szolgálatba állításának 50. évfordulóján Szabadbattyán és Tapolca között az 1972/1973-as Tekergő gyorsvonatpárt M62-es mozdony továbbította az említett viszonylatban oda és vissza. 2020-ban a 977 vonat kivételével mindegyik a Déli pályaudvar helyett Kőbánya-Kispestre közlekedik, utószezonban egyes vonatok ismét a Déli pályaudvarról közlekednek. 2021-től csak előszezonban péntekenként 1 vonat indul Kőbánya-Kispestről, hétvégenként 1 pár Budapest-Déli pályaudvarról, előszezonban gyorsvonatként, főszezonban expresszvonatként közlekedik. Nyáron 1 pár mindennap Nyíregyháza és Zánka-Erzsébettábor (Zánkafürdő) között, hétvégén még 1 pár Szolnok és Tapolca között közlekedik. 2022-től 1 pár Záhony–Zánka-Erzsébettábor, és 1 pár Budapest-Kelenföld–Balatonfüred viszonylatban közlekedik. A vonatra nyári időszakban Záhony–Szolnok–Balatonakarattya viszonylatban helyjegy váltása kötelező. 2023-tól csak vasárnapi mentesítővonként közlekedik Balatonfüred és Budapest-Kelenföld között, az egész viszonylaton a helyjegy váltása kötelező, a Záhonyba közlekedő a Szabolcsi Tekergő, míg a szolnoki Békéscsabára meghosszabbítva a Csabai Tekergő nevet vette fel. 2024-től már csak a "Csabai" és a "Szabolcsi" közlekedik.

- Csabai Tekergő expresszvonat: 2023-ban indult Békéscsaba–Szolnok–Kőbánya-Kispest–Tapolca viszonylatban, az első évben még sebesvonatként, majd 2024-től Expresszvonatként.

- Szabolcsi Tekergő expresszvonat: 2023-ban indult Záhony–Nyíregyháza–Debrecen–Szolnok–Kőbánya-Kispest–Zánka-Erzsébettábor viszonylatban. Cegléd és Zánka-Erzsébettábor között helyjegy váltása kötelező.

- Fecske sebesvonat: 2017-ben indult nyári vasárnap délutánonként egy járat Balatonfüredről Budapestre, hogy csökkenjen az utána induló Katica sebesvonat telítettsége. 418-as sorozatú mozdonnyal és Fecske Bhv-val van kiadva, ezért kapta a Fecske nevet. 2018-ig a vonat Székesfehérváron is megállt, illetve Budapest-Déli pályaudvarig közlekedett. A 2019-es nyári menetrendtől átkerült a vonat Kőbánya-Kispestre, ezzel egy időben már Székesfehérváron se áll meg. A vonat a   G43 -as személyvonathoz hasonlóan Érd alsó helyett a Tárnok – Érd felső útvonalon közlekedett.

- Naplemente gyorsvonat: 2015 nyarán közlekedett vasárnaponként Tapolca és Budapest-Déli pályaudvar között. Érdekessége az volt, hogy a vonat a MÁV Nosztalgia Kft. Schlieren személykocsijait továbbította.

2018 és 2025 nyarán a 20-as vonalon végzett felújítási munkák miatt a Budapest-Koper/Fiume (Rijeka) viszonylatú Istria nemzetközi gyorsvonat, majd ennek utódja a Retró Istria Expressz ezen a vonalon közlekedik, Székesfehérvár és Tapolca között csak Balatonfüreden áll meg.
- Sebesvonatok: Budapest – Tapolca viszonylatban közlekedő, kétóránként induló járat, amik évközben közlekednek. Május közepétől szeptember közepéig a Kék Hullám vonatok töltik be a szerepüket.

- Bagolyvonatok: Székesfehérvár – Tapolca között közlekedő éjszakai vonatok. 2021-es nyári menetrendtől közlekednek.

- Személyvonatok: Székesfehérvár – Tapolca között viszonylatban közlekedő vonatok, csak esti órákban közlekednek.

A 2021. szeptember 13-án életbe lépő téli menetrendváltástól kezdve új ütemes menetrendet vezettek be a vonalon. A villamosított szakaszon óránként indult vonat Balatonfüred és Székesfehérvár felé is, a villamosítatlan Tapolca-Balatonfüred szakaszon pedig kétóránként közlekedett sebesvonat Budapest-Déli végponttal.
2022. április 3-tól a vonalon bevezették a feltételes megállási rendet is Székesfehérvár-Repülőtér (most[mikor?] Maroshegy) (a 30-as vonalon közlekedő vonatok közül nem mindegyiknél), Füle és Balatonfőkajár felső megállóhelyeken, 2023-tól a személyvonatok és Katica IR-ek esetén Balatonakarattya, Csittényhegy (korábban Balatonkenese-Üdülőtelep), Káptalanfüred, Csopak és Balatonarács megállóhelyeken is.[forrás?]

### Menetrendi problémák
Legendás, hogy a gőzmozdonyok gyorsabban tették meg a távot a jelenlegi menetidőnél, akkoriban nagyjából 3 órát tett ki a Budapest–Tapolca táv[forrás?], míg a gyorsvonat ma kb. 3 1/2 órás menetidővel bír. 1945 előtt a gyorsvonat 91 perc alatt ért Budapestről a Balatonra (Balatonakarattya)[forrás?], ez utóbbit a Budapest–Székesfehérvár közti szakasz pályasebesség-emelése után sikerült a 2010-es években újra elérni. A pályaívek, a pályaállapot és a fővonalon elavultnak tekinthető 48 kg/folyóméter tömegű sínek maximált 80 km/h-s sebességet tesznek mindössze lehetővé a teljes északi parti és a Szabadbattyán–Csajág szakaszon. A villamosítás során nyíltvonali pályarekonstrukció nem történt, a tervek között sem szerepel.
Mindemellett mozdonycserével használja ki a MÁV az alacsonyabb üzemköltséget, mivel a Budapest-Balatonfüred szakaszon villanymozdonyokkal is tovább tudja a szerelvényeket vontatni, míg Tapolcától Balatonfüredig dízelvontatás szükséges. A mozdonycsere ára, hogy menetrend szerint is 12–14 percen át vesztegel a gyorsvonat Balatonfüreden. Az út nemcsak elvben, hanem menetrendileg is gyorsabban tehető meg átszállással, mint a gyorsvonati szolgáltatás által kínált menetidő.
Két okból, egyrészt, mert a Budapest–Székesfehérvár és Székesfehérvár–Tapolca vonalat külön vonalként kezeli a vasúttársaság, másrészt minthogy lényegében turisztikai célú viszonylatként tekintenek rá, a Székesfehérvár két oldalán elhelyezkedő települések közti vasúti ellátottság megoldatlan, a vasút kiesik a regionális közlekedésből. A Székesfehérvártól keletre, illetve nyugatra található települések közelségük, és azonos vonali fekvésük ellenére átszállás nélkül még személyvonati kapcsolattal sem rendelkeznek. Ez hasonlóképpen érinti a Székesfehérvártól keletre fekvő települések és a Balatonpart közötti turisztikai közlekedést is.
A nemzetközi szokással ellentétben fonódó parti vonallal nem rendelkezik a Balaton, ami a tó esetében teljes körvasutat jelentene. Pillanatnyilag a tóparti települések közötti menetidő 2–4 óra a szükséges átszállás(ok) révén. Az északi és a déli part közötti forgalom mindössze székesfehérvári vagy szabadbattyáni átszállással valósul meg. 
A tapolcai végállomás miatt Badacsony és Keszthely között a Balatonpart vasúti közlekedése izolált, ezekről a településekről sehova nem lehet átszállás nélkül utazni, napi két vonatot kivéve, amik a parton Fonyódig nyújtanak közlekedést. Sármellék és az északi part között semmilyen vasúti közlekedés nincsen (jóllehet a meglévő vágányzat folytonos).
A Hévíz és Balaton közti kötöttpályás kapcsolat a 19. század vége óta mindössze tervként létezik, az utasforgalmat naponta 2×120 db menetrend szerinti autóbuszjárat továbbítja Keszthely és Hévíz között. A Hévíz-Balaton nemzetközi repülőtér transzferkapcsolata is nélkülözi a vasutat. A Sármellék–Balatonszentgyörgy szakaszon csak teherforgalom halad.

## Látnivalók a vonal mentén
Szabadbattyán
1. Kula vár
2. Cifrakert

Polgárdi
1. volt Batthyány vadászkastély
2. Somlyóhegyi monostorrom

Balatonkenese
1. Tátorján ösvény
2. Tatár "likak"
3. Soós-kilátó

Balatonalmádi
1. Erődített református templom
2. Szent Ignác-templom (római katolikus)
3. Csere-hegyi kilátó

Csopak
1. Árpád-kori Szent István-templom romja
2. 14. századi Szent Miklós-templom romja
3. Ranolder-kastély
4. Vízimalom (malomipar-történeti kiállítás)
5. Csákány-hegyi kilátó

Balatonfüred
1. Tagore-sétány
2. 15. századi (papsokai) templomrom, közelében négyszögletes torony
3. Esterházy Kúria (romos, most a Szívkórház része)
4. Jókai Mór nyaralója (1870, eklektikus, ma Jókai emlékmúzeum)
5. Blaha Lujza egykori nyaralója (1816-ból, klasszicista)
6. A Kossuth Lajos-forrás ivócsarnoka
7. Lóczy-barlang

Tihany
1. A Tihanyi Apátság temploma és altemploma
2. A tihanyi vár
3. Babamúzeum

Révfülöp
1. Honismereti Gyűjtemény
2. Evangélikus templom
3. Békakirály ivókút

Ábrahámhegy
1. Salföldi pálos kolostorrom
2. Vízimalom (18. századból)
3. Kisörspusztai román stílusú templomrom (13. század)
4. Harangláb
5. Csörgey Titusz Emlékmúzeum

Badacsonytomaj
1. Szegedy Róza-ház, Kisfaludy Sándor és felesége, Szegedy Róza egykori lakhelye
2. A neoromán stílusban, bazaltból épült római katolikus templom
3. Kisfaludy Sándor présháza
4. Egry József Emlékmúzeum

Szigliget
1. A 12. században épült Avasi-templom romjai
2. Szigligeti vár
3. A 19. század elején épült klasszicista Esterházy-kastély és 9,2 hektáros arborétuma ma a Magyar Alkotóművészeti Közalapítvány Szigligeti Alkotóháza
4. Bazaltorgonák

Tapolca
1. Tavasbarlang
2. Kórház-barlang
3. Malom-tó
4. Romkert
5. Vízimalom

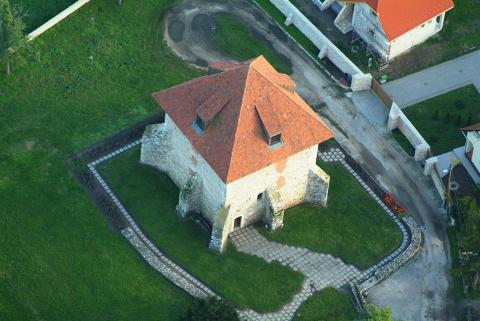
Légifotó a Kula-várról, Szabadbattyánban
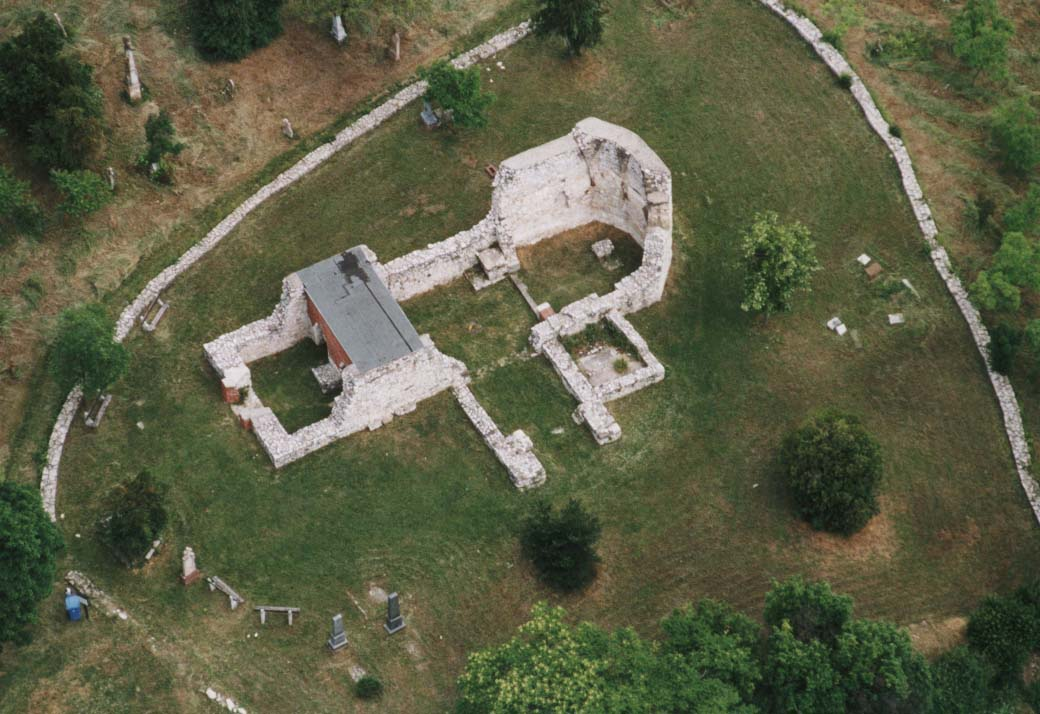
15. századi templomrom Balatonfüreden
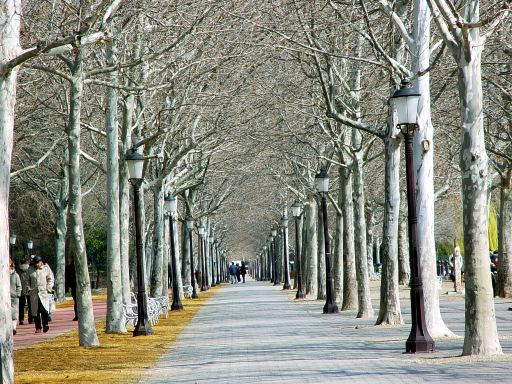
A Tagore-sétány Balatonfüreden
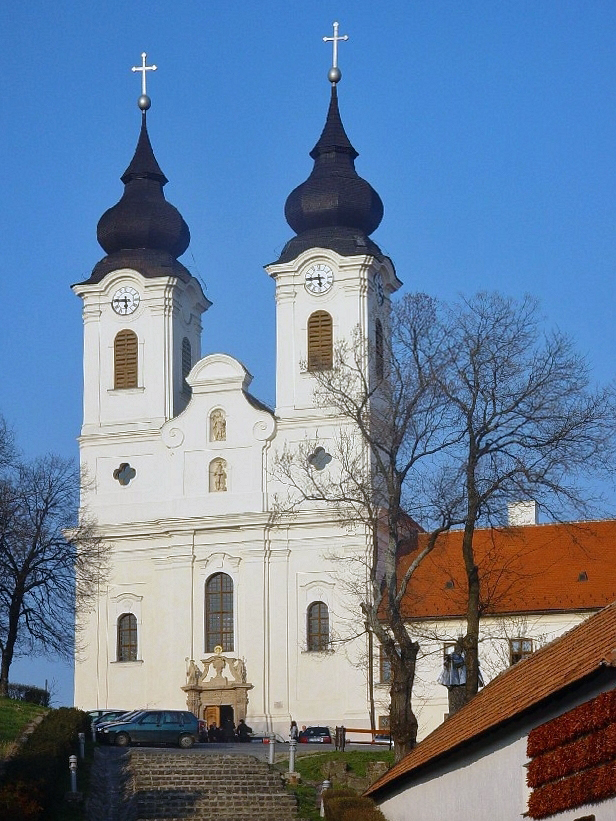
A tihanyi apátság
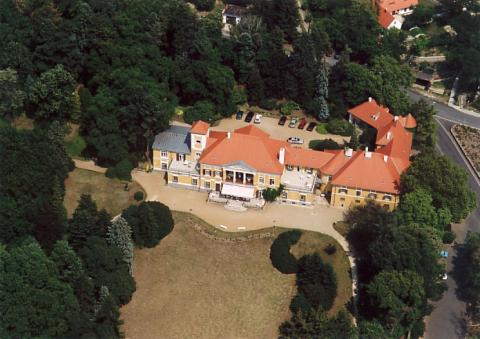
Az Eszterházy-kastély Szigligeten
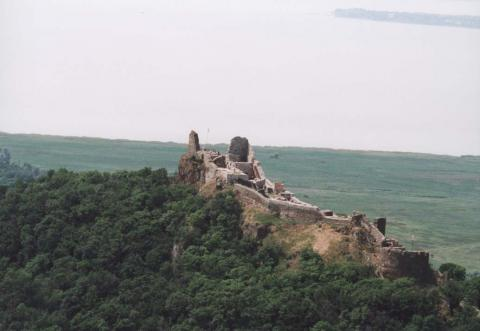
A Szigligeti-vár
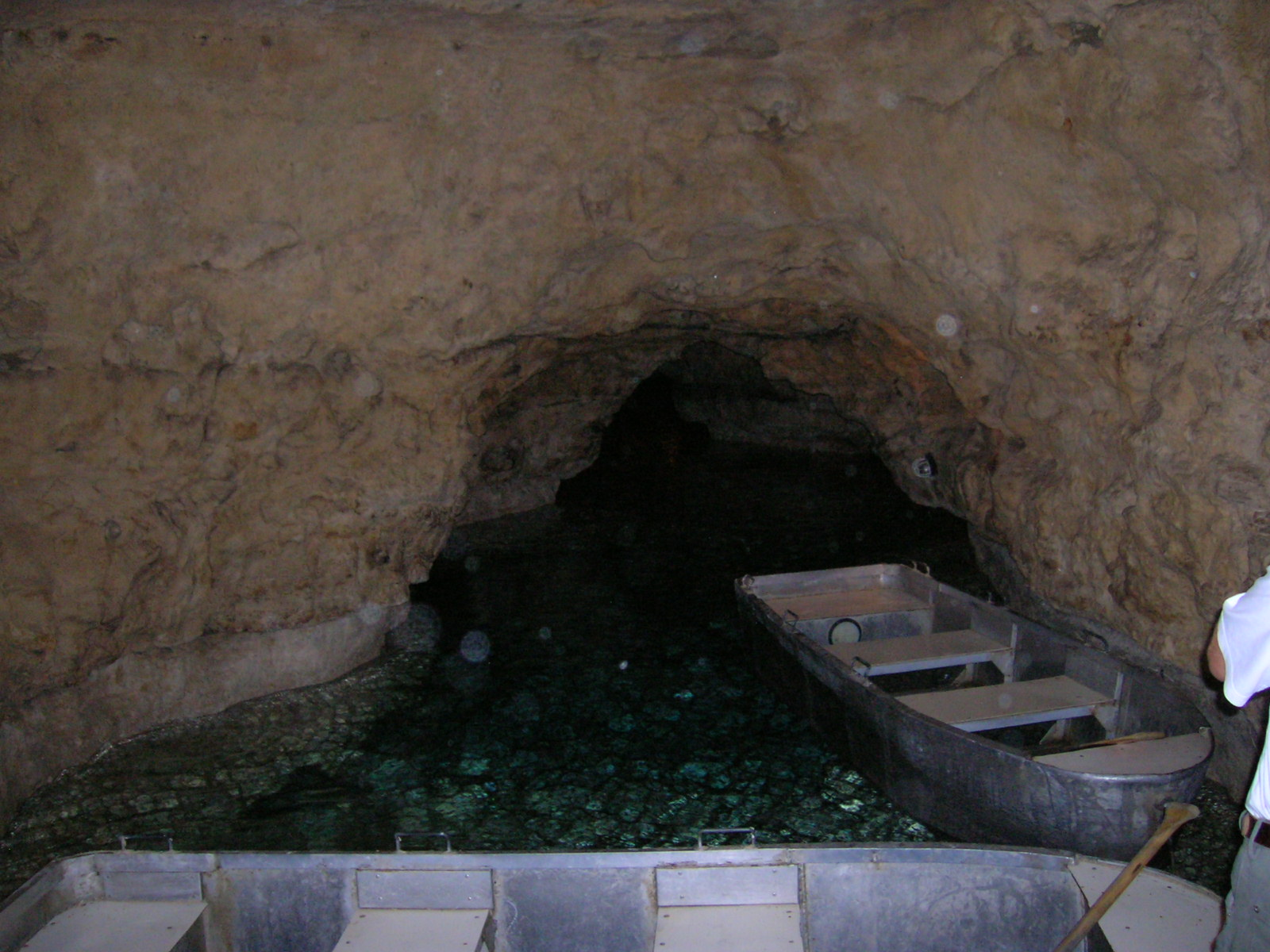
A tapolcai tavasbarlang
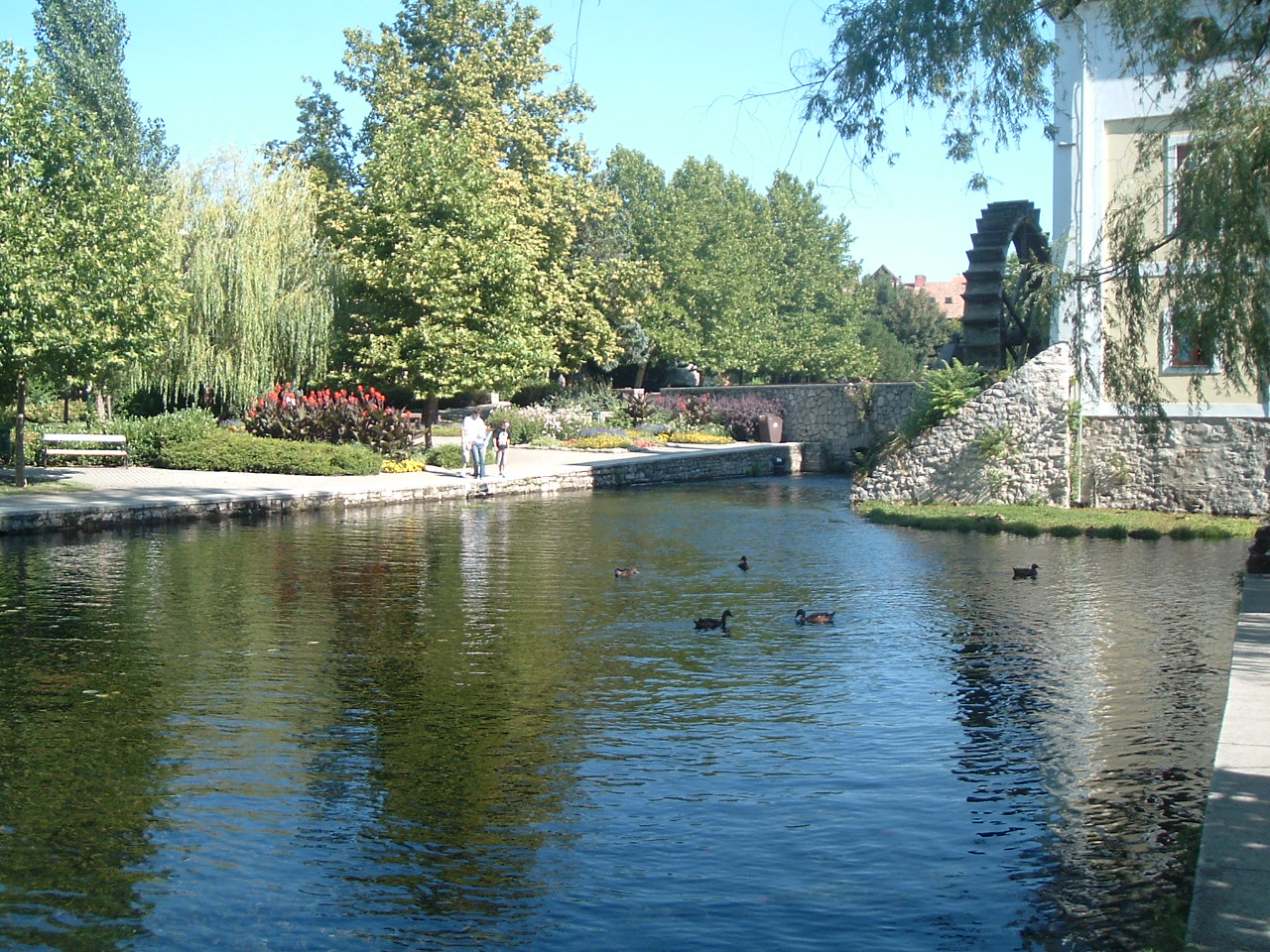
A tapolcai Malom-tó

## Galéria

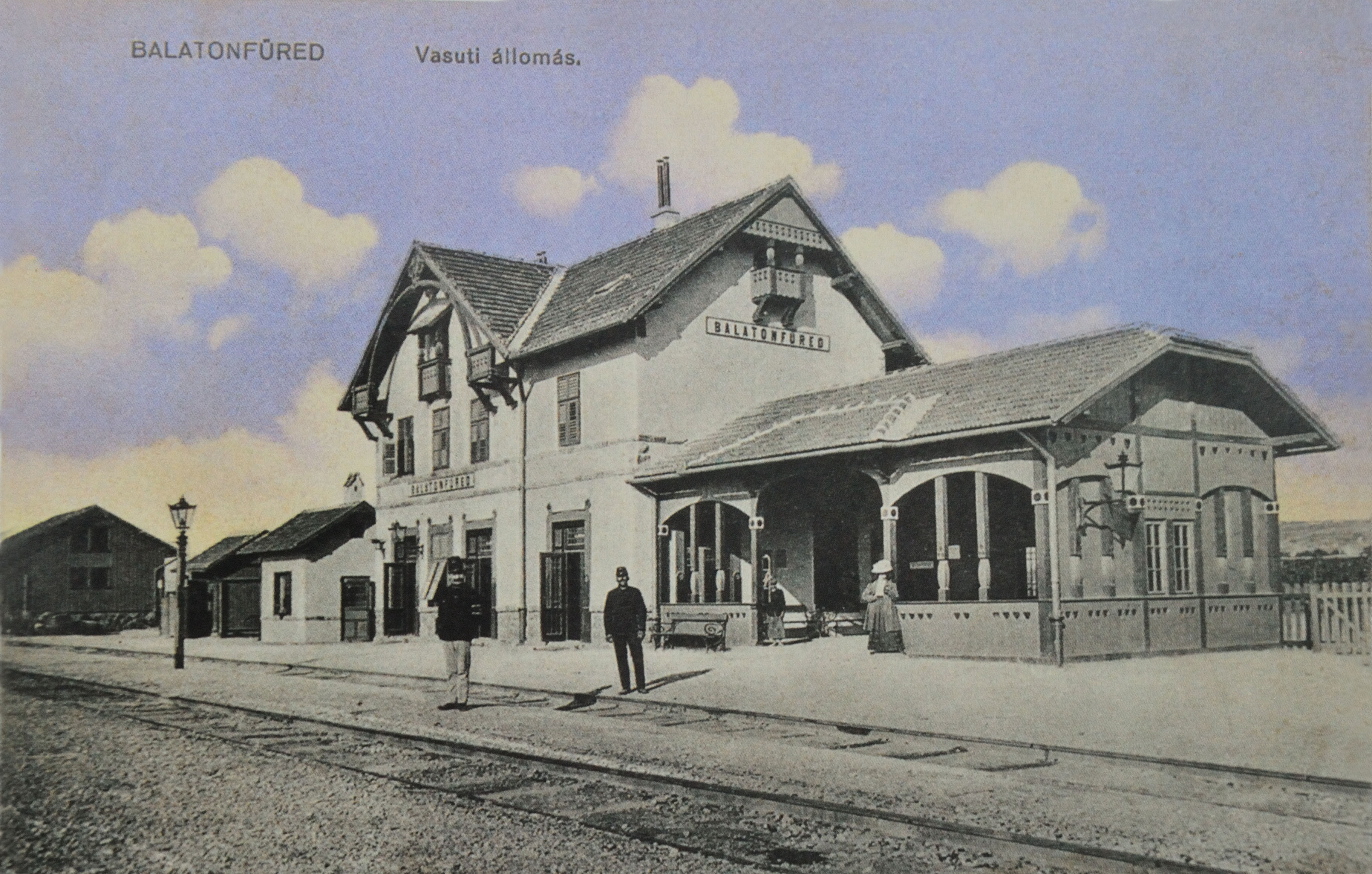
A régi balatonfüredi állomás
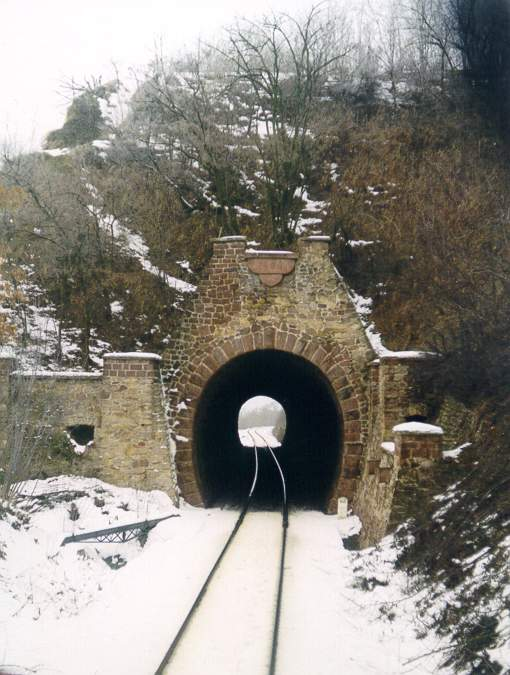
A Csittényhegyi alagút Balatonakarattyánál
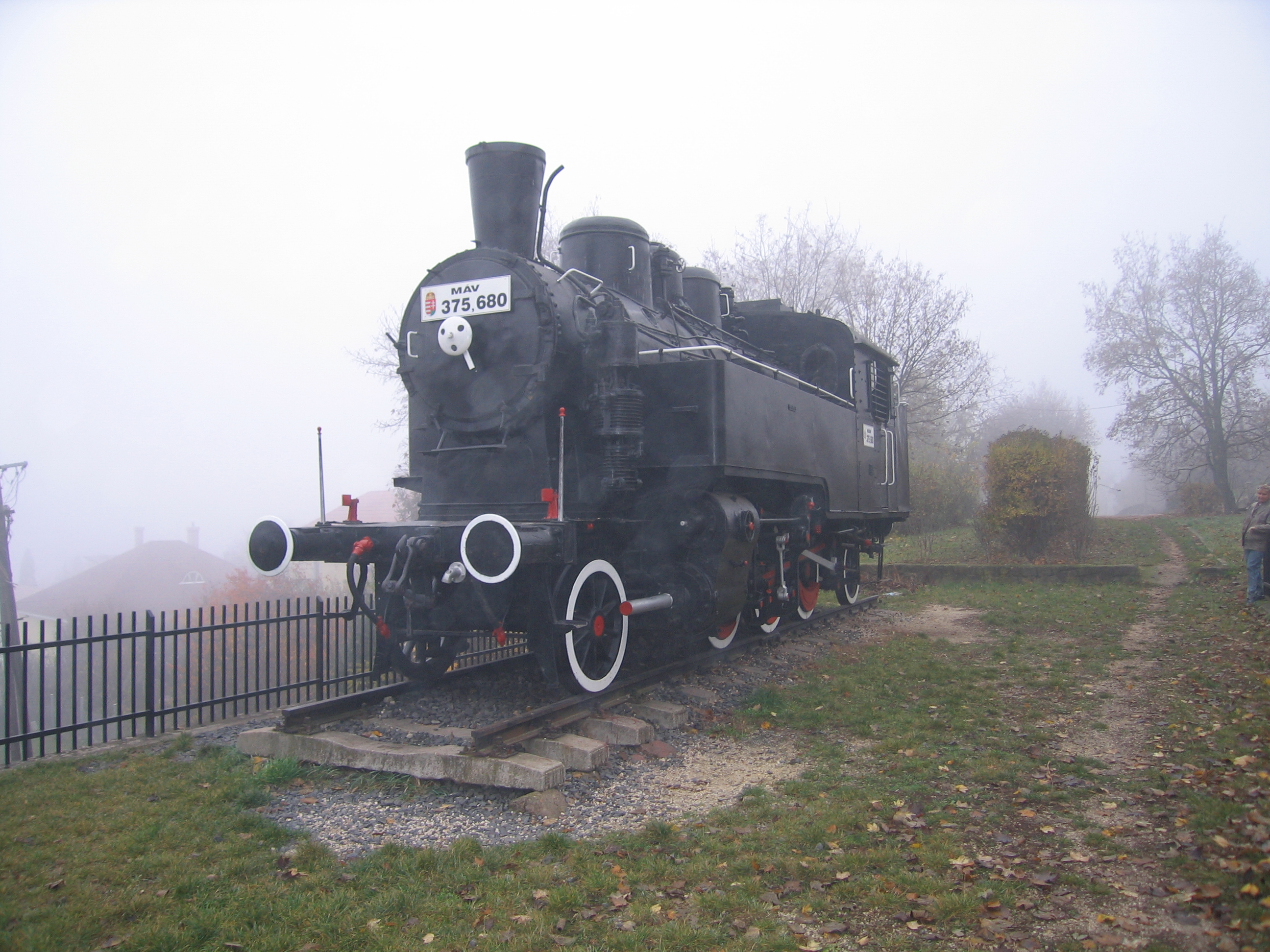
Kiállított 375-ös mozdony az Alsóörs–Veszprém-vasútvonal emlékére Balatonalmádiban
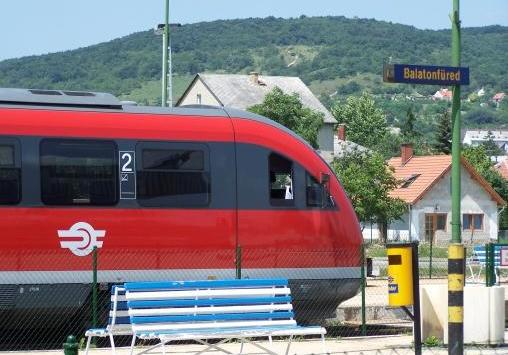
Desiro motorvonat Balatonfüreden
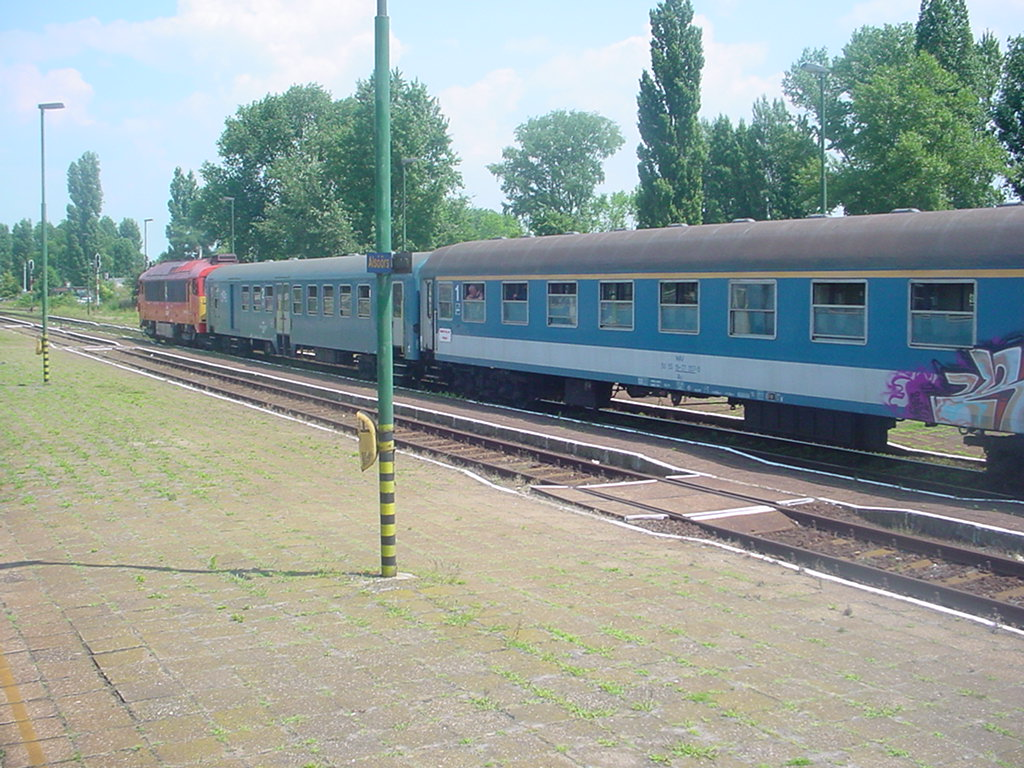
Személyvonat áll Alsóörs állomáson
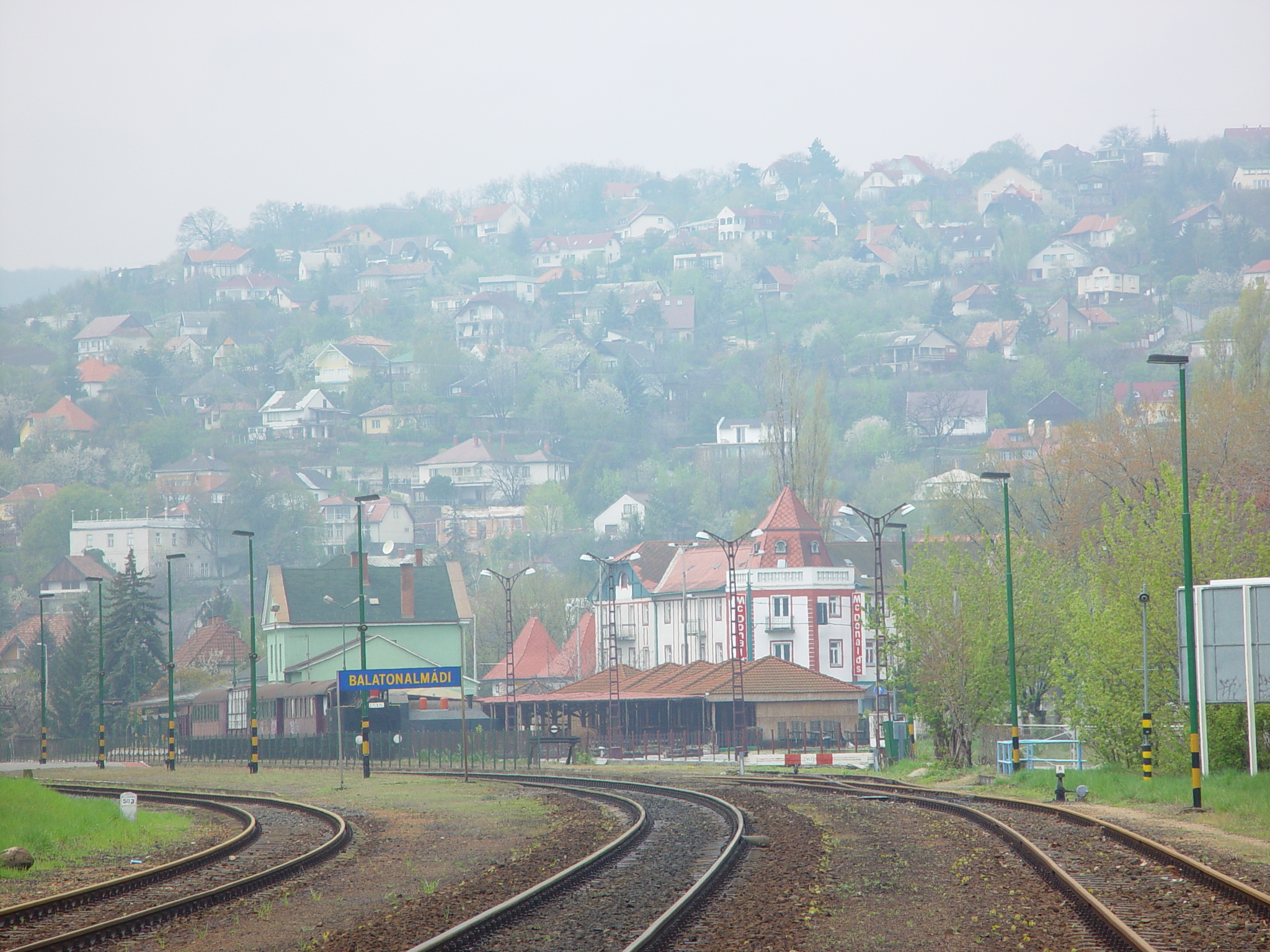
Balatonalmádi vasútállomása
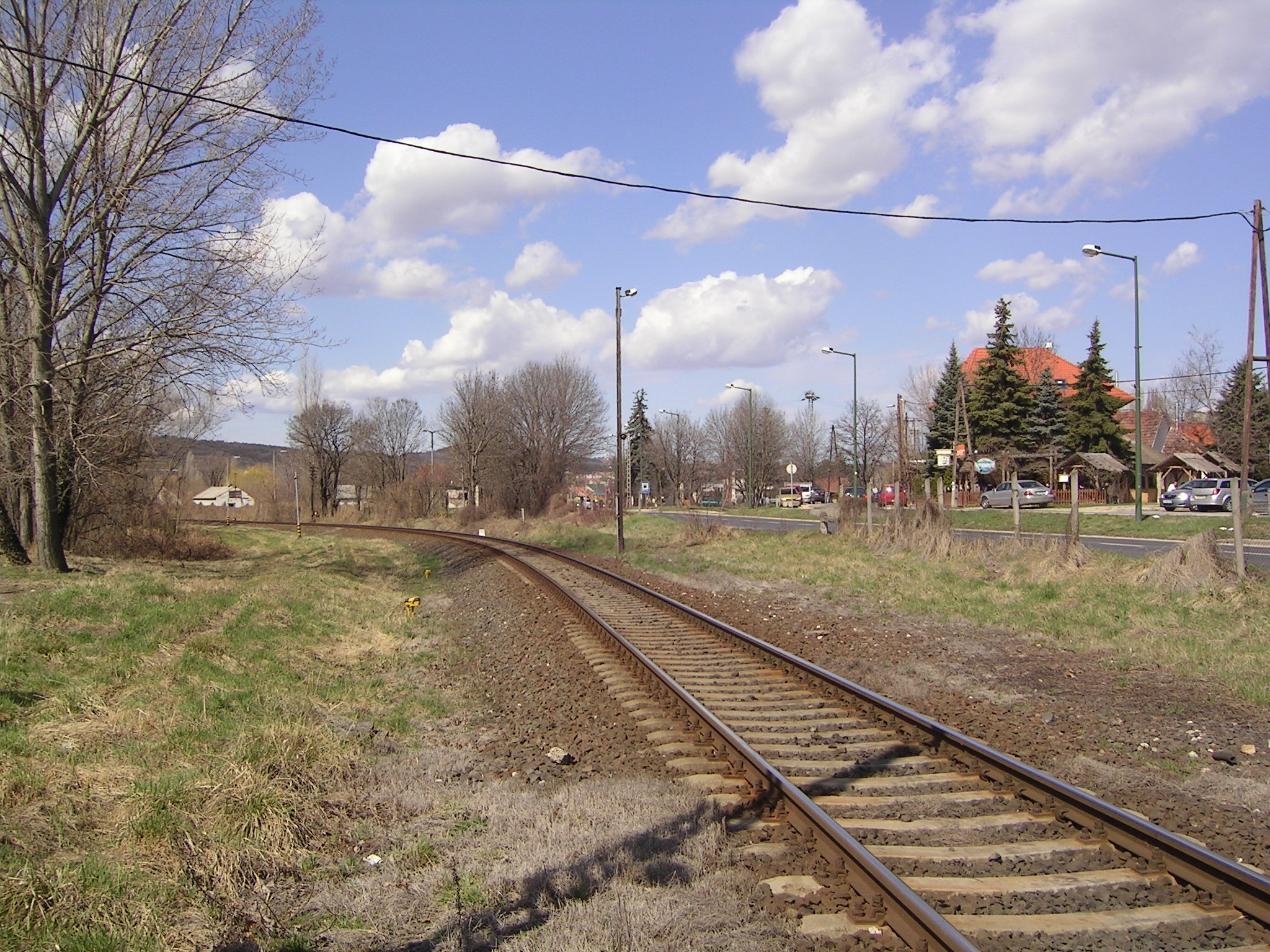
Vasúti pálya Balatonfűzfőnél
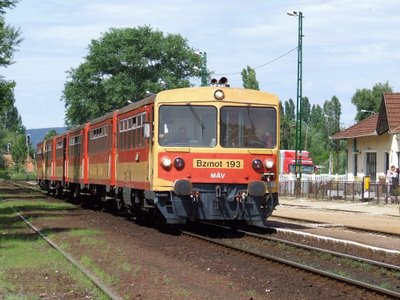
Hatkocsis Bzmot szerelvény Balatonkenesén

## Balesetek
- Az első komoly baleset a vonalon természeti katasztrófa következtében történt 1914. május 11-én. A vasútvonal Balatonkenese és Balatonfűzfő közötti szakasza földcsuszamlásoktól veszélyes löszfal alatt épült. Az építésnél próbálták elejét venni földcsuszamlásoknak, ezért akácfákkal ültették be a területet. A baleset napján egy személyvonat haladt el a vonal veszélyes szakaszán, ahol a löszfal megindult és maga alá temette a vonatot. A vonat a Balatonba sodródott, de a jelentős anyagi kárral járó balesetben személyi sérülés nem történt. 1950-ben átépítették a vonalszakaszt, azonban nem csak ezen a helyen veszélyforrás a lösz, Balatonakarattyánál a mai napig a közel 30 méter szintkülönbségű magasparton halad a vasúti forgalom.

- 1999. június 4-én Badacsonylábdihegy közelében egy komolyabb vihar következtében kidőlt nyárt űrszelvénybe lógó ága miatt kisiklott az M61 004-es pályaszámú NOHAB mozdony. A balesetben a mozdonyvezető és a jegyvizsgáló sérült meg. A vonatot továbbító mozdony (becenevén: ,,Négyeske") alváza azonban meggörbült főkerettel roncsolódott. A gépet 1999 november 23-án selejtezték.[21] A gép épen maradt, és felújított végét 2001-ben a Közlekedési Múzeum 2016-2017 között lebontott városligeti épületének oldalában állították ki. A Közlekedési Múzeum mellől 2015-ben vitték el a mozdony maradványait.[22] Majd a felújítást követően, 2017 december 30-án a Tapolcai vasútállomás mellett helyezték el a műtárgyat.[23] 2004-ben a NOHAB-GM alapítvány a baleset helyszínén állított emlékművet.

## Érdekesség
A balatonakarattyai alagút építését Kossuth Ferenc kezdeményezte, mert azt szerette volna, ha az Adriához hasonlóan az utasok itt is az alagútból kijőve pillantanák meg először a magyar tengert.